# 't Marktje
 't Marktje is een buurtschap in de gemeente Woensdrecht in de Nederlandse provincie Noord-Brabant. Het ligt ten zuiden van de plaats Woensdrecht.